# 帕林恰鄉
46°29′N 27°06′E / 46.483°N 27.100°E
帕林恰鄉（羅馬尼亞語：Comuna Parincea, Bacău），是羅馬尼亞的鄉份，位於該國東北部，由巴克烏縣負責管轄，面積65平方公里，海拔高度365米，2007年人口3,891，人口密度每平方公里60人。